# Oakland (Kentucky)
Oakland és una població dels Estats Units a l'estat de Kentucky. Segons el cens del 2000 tenia 260 habitants.

## Demografia
Segons el cens del 2000, Oakland tenia 260 habitants, 102 habitatges, i 79 famílies. La densitat de població era de 72,7 habitants/km².
Dels 102 habitatges en un 39,2% hi vivien nens de menys de 18 anys, en un 60,8% hi vivien parelles casades, en un 14,7% dones solteres, i en un 21,6% no eren unitats familiars. En el 18,6% dels habitatges hi vivien persones soles el 6,9% de les quals corresponia a persones de 65 anys o més que vivien soles. El nombre mitjà de persones vivint en cada habitatge era de 2,55 i el nombre mitjà de persones que vivien en cada família era de 2,88.
Per edats la població es repartia de la següent manera: un 25,8% tenia menys de 18 anys, un 6,5% entre 18 i 24, un 31,2% entre 25 i 44, un 26,5% de 45 a 60 i un 10% 65 anys o més.
L'edat mediana era de 37 anys. Per cada 100 dones de 18 o més anys hi havia 85,6 homes.
La renda mediana per habitatge era de 38.333 $ i la renda mediana per família de 45.938 $. Els homes tenien una renda mediana de 28.750 $ mentre que les dones 24.750 $. La renda per capita de la població era de 14.762 $. Entorn del 3,7% de les famílies i el 7,9% de la població estaven per davall del llindar de pobresa.

## Poblacions més properes
El següent diagrama mostra les poblacions més properes.